# Cerco de Erétria (198 a.C.)
O Cerco de Erétria foi a ocupação da cidade grega de Erétria pela República Romana em 198 a.C. no contexto da Segunda Guerra Macedônica.

## Batalha
Em 198 a.C., a frota romana, comandada pelo legado Lúcio Quíncio Flaminino, chegou em Erétria, na ilha de Eubeia. Depois de chegar, os romanos imediatamente deram início a um cerco e passaram a atacar a muralha com catapultas. Os habitantes se defenderam e pediram apoio a Filócles, o comandante das forças de Filipe V da Macedônia e governador de Cálcis. Filócles marchou até Erétria, mas foi derrotado. Assustados, os defensores começaram a negociar uma rendição com Átalo I de Pérgamo, a quem imploraram misericórdia. Durante as conversas com o rei, os romanos conseguiram entrar na cidade. Depois de se refugiarem na Acrópole, os defensores rapidamente se renderam e os romanos iniciaram o saque da cidade. Um destino similar teve a cidade de Caristo, que teve a população e os 300 defensores macedônicos poupados depois do pagamento de um resgate a Flaminino. Depois destas batalhas, a frota romana chegou ao sul da Grécia.

## Referencias
- Krzysztof, Kęciek (2002). Kynoskefalaj 197 p.n.e. (em polaco). Varsóvia: Wyd. Bellona